# Macromia pyramidalis
Macromia pyramidalis är en trollsländeart som beskrevs av Martin 1907. Macromia pyramidalis ingår i släktet Macromia och familjen skimmertrollsländor. IUCN kategoriserar arten globalt som otillräckligt studerad. Inga underarter finns listade i Catalogue of Life.